# Parque Olímpico Shunyi
O Parque Olímpico Shunyi é um local que serve para a prática do remo e da canoagem em Pequim, na China. Sediou as competições de remo e canoagem nos Jogos Olímpicos de Verão de 2008, além da maratona aquática de 10km. Está localizado no Mapo Village, no distrito de Shunyi, em Pequim.
As primeiras competições no local ocorreram em agosto de 2007. O Campeonato Mundial Júnior de Remo, o Aberto da China de Canoagem Slalom e o Aberto da China de Canoagem de Águas Abertas inauguraram oficialmente o parque.

## Detalhes da construção
- Área total: 318.500 m²
- Assentos fixos: 1.200
- Assentos temporários: 25.800
- Início da construção: primeira metade de 2005
- Fim da construção: 28 de julho de 2007